# NHL Hockey
NHL Hockey — хоккейный симулятор, выпущенный компанией Electronic Arts в 1991 году. Является первой частью серии спортивных симуляторов NHL.
Игра имела революционную для того времени графику. Игра вышла в двух вариантах, в первом были лишь сборные (вышел на платформу Sega Genesis), во втором присутствовали только клубы NHL.
В игре была музыка, которая могла играть лишь в перерывах в главном меню. Имелось большое количество статистики за матч.
Эта игра от EA Sports стала самой продаваемой игрой по хоккею своего времени.

## Критика
| Сводный рейтинг    | Сводный рейтинг |
| Агрегатор          | Оценка          |
| ------------------ | --------------- |
| MobyRank           | 86 %            |
| Иноязычные издания |                 |
| Издание            | Оценка          |
| Mean Machines      | 95 %            |
| MegaTech           | 92 %            |
| Sega-16            | 7 из 10         |

Журнал Mega поставил игру на второе место в своем рейтинге лучших игр для Mega Drive, опубликованном в октябре 1992 года. По словам обозревателя журнала Maximum, игра «стала классикой» благодаря репутации John Madden Football и отличной рецензии в журнале Mean Machines. Джулиан Ригналл из Mean Machines назвал игру «классической» и заметил, что она даёт «уникальный» игровой опыт в многопользовательском режиме, но и остаётся «захватывающей» при игре против компьютера.